# Gyrodactylus proximus
Gyrodactylus proximus är en plattmaskart. Gyrodactylus proximus ingår i släktet Gyrodactylus och familjen Gyrodactylidae. Inga underarter finns listade i Catalogue of Life.